# Мяки, Антти
Антти Мяки (фин. Antti Mäki, 30 августа 1904—1947) — финский борец, призёр чемпионатов Европы.

## Биография
Родился в 1904 году в Нурмо. В 1935 году стал бронзовым призёром чемпионата Европы по греко-римской борьбе. В 1937 году завоевал бронзовую медаль чемпионата Европы по вольной борьбе. В 1938 году стал бронзовым призёром чемпионата Европы по греко-римской борьбе.